# Salih Mahmoud Osman

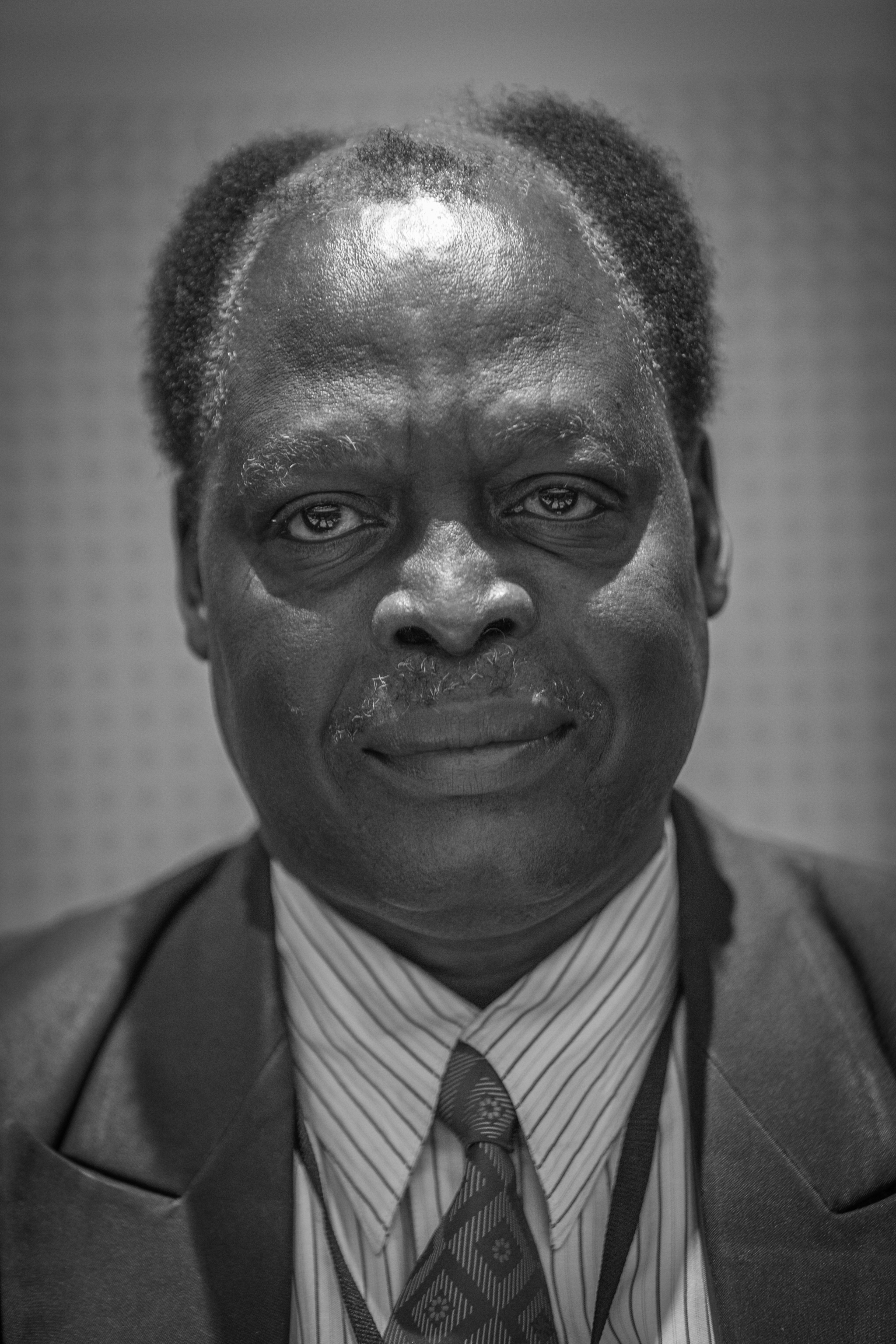
Salih Mahmoud Osman (2013)

Salih Mahmoud Osman (sinh năm 1957 tại Jebel Marra, vùng Darfur) là một luật sư và là người đấu tranh cho nhân quyền người Sudan. Osman nổi tiếng vì đã làm luật sư miễn phí cho hàng trăm nạn nhân của bạo lực sắc tộc ở Sudan trong suốt hơn 2 thập niên.
Ông đã bị giam cầm 3 lần vì việc can đảm bảo vệ nhân quyền, nhưng đã không bao giờ bị đưa ra xét xử trước tòa án.
Năm 2005, ông được bổ nhiệm vào Quốc hội Sudan nơi ông tích cực làm việc để xúc tiến việc cải cách luật pháp ở Sudan.
Ông đã được nhiều vinh dự cho công việc bảo vệ nhân quyền ở Sudan, trong đó có giải thưởng của Tổ chức Theo dõi Nhân quyền năm 2005, giải thưởng Nhân quyền Quốc tế của "Hiệp hội Luật sư Mỹ" năm 2006, và được đưa vào danh sách "Tiếng nói châu Âu" (European Voices) 50 người có ảnh hưởng nhất ở châu Âu năm 2007.
Năm 2007, Nghị viện châu Âu đã bỏ phiếu nhất trí trao cho ông giải thưởng Sakharov cho Tự do tư tưởng.